# Kawori Tsubaki
Kawori Tsubaki (椿 カヲリ) est une mangaka japonaise auteur des mangas Sokuseki Sentai Love & Piece en 2007 et Number en 2008.